# 沙河子园艺场
沙河子园艺场是中华人民共和国江苏省连云港市赣榆区下辖的一个类似乡级单位。

## 行政区划
下辖以下地区：
沙墩村。